# جرمی سامرز
جرمی سامرز (انگلیسی: Jeremy Summers؛ ۱۸ اوت ۱۹۳۱ – ۱۴ دسامبر ۲۰۱۶) کارگردان تلویزیونی و فیلم اهل بریتانیا بود.
از کارهای او می‌توان به انتقام فو مانچو (۱۹۶۷) و حوا (۱۹۶۸) اشاره کرد. همچنین در دهه ۱۹۹۰ او قسمت‌های بسیاری از سریال آبکی خیابان کورونیشن را کارگردانی کرد.